# 론다니니 피에타
론다니니 피에타(이탈리아어: Rondanini Pietà)는 이탈리아 르네상스 예술가 미켈란젤로가 1552년부터 1564년까지 제작한 대리석 조각상으로, 미켈란젤로의 유작이다. 학계에 따르면 원래는 총 3본이 존재했으며 현존하는 것은 마지막으로 제작된 것이다.
론다니니(Rondanini)라는 이름은 과거 이 조각상이 로마의 론다니니궁 (Palazzo Rondanini)의 중정에 세워져 있었기 때문이다. 일각에서는 르네상스 전기작가 조르조 바사리가 1550년 미켈란젤로의 피에타상을 언급했다는 점에서 이미 첫번째 본을 제작하고 있었을 가능성도 제기된다. 오늘날 이 작품은 2015년 밀라노 스포르체스코성에 개관한 피에타 론다니니 박물관 (Museo della Pietà Rondanini)에 소장되어 있다.

## 상세
미켈란젤로의 마지막 작품이 된 론다니니 피에타상은 죽은 예수 그리스도의 시신을 들고 슬퍼하는 성모 마리아를 담아낸 작품으로, 1499년 피에타상에서 처음 탐구했던 소재이기도 하다. 미켈란젤로가 말년에 그렸던 십자가형 회화 연작, 자신의 무덤에 놓을 목적으로 만든 십자가에서 내려지는 그리스도와 마찬가지로 이 작품도 자신의 죽음이 다가오고 있음을 깨닫던 시기에 제작되었다. 실제로도 미켈란젤로는 죽기 6일 전까지도 하루종일 이 작품에 매달렸다고 한다.
론다니니 피에타상은 1555년 십자가에서 내려지는 그리스도상이 완성되기 전에 제작이 시작되었다. 미켈란젤로는 죽기 직전 원래의 구상대로 대리석 블록을 깎아 그리스도의 오른팔만 남기게 했다. 길쭉한 몸을 지닌 성모 마리아와 예수 그리스도는 미켈란젤로의 초기 작업방식에서 정형화되었던 이상화된 신체와는 거리가 멀고, 그 점에서 르네상스 조각보다는 고딕 조각의 위축된 인물상을 더욱 닮았다고 평가된다. 일각에서는 길쭉한 신체가 매너리즘 양식을 연상시킨다고도 본다.
작품의 질은 전반적으로 미완성 상태에 놓여 있는데 이는 자연주의와 인본주의에서 벗어나 신비주의적 신플라톤주의로 향하던 미켈란젤로의 관념과 맞닿아 있다. 미켈란젤로는 조각 자체는 이미 대리석 속에 잠들어 있고 단지 깎아내어 해방시키는 것이라고 생각했다. 이를 통해 미켈란젤로는 물질적 만듦새를 지닌 인간적 상징에서 벗어나 진정한 영적 사상을 곧바로 전하려는 시도였다고 해석된다.
남아프리카 공화국의 시각 예술가 마를렌 두마스 (Marlene Dumas)는 2012년 작품〈미켈란젤로에 대한 찬사〉(Homage to Michelangelo)를 통해 론다니니 피에타상을 조명하였다.

## 같이 보기
- 예수상 목록
- 미켈란젤로의 작품 목록